# 全民国家安全教育日
全民国家安全教育日是中共中央总书记习近平上任以后，中国共产党和中华人民共和国政府为了增强中华人民共和国公民维护国家安全意识而设立的节日。2015年7月1日，第十二届全国人大常委会第十五次会议通过了新的《中华人民共和国国家安全法》，其中第十四条规定，每年4月15日为全民国家安全教育日。

## 设立背景
习近平自2012年11月出任中共中央总书记成为最高领导人后，十分重视国家安全，他在中共中央政治局和中共中央政治局常委会之下设立了由党总书记亲自领导的中央国家安全委员会，并在中央国安委第一次全体会议上提出了“总体国家安全观”。随后全国人大常委会积极推动新国家安全法的立法工作，取代1993年通过的旧国家安全法。为了更好宣传和推广习近平提出的“总体国家安全观”，全国人大常委会在制定新国安法时，规定了每年4月15日为全民国家安全教育日。

## 宣導事項
- 政治安全
- 國土安全
- 軍事安全
- 經濟安全
- 文化安全
- 社會安全
- 科技安全
- 網絡安全
- 生態安全
- 資源安全
- 核安全
- 海外利益安全
- 數個新型領域安全（生物安全、太空安全、深海安全和極地安全）

## 香港實行情況

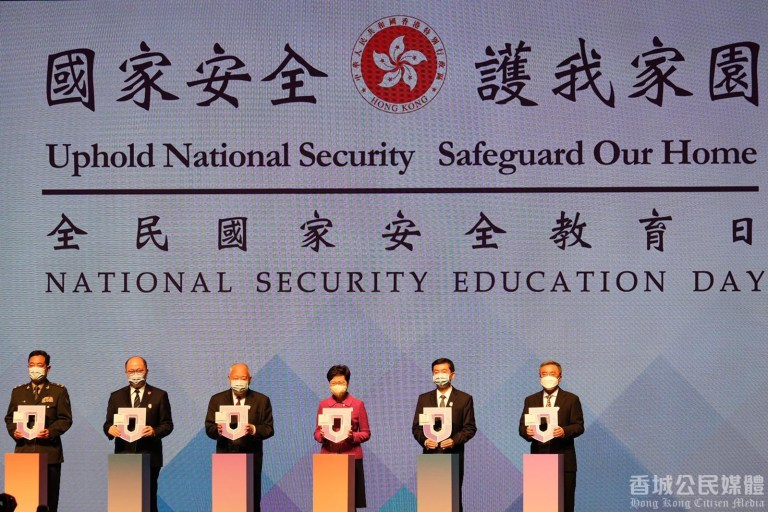
「全民國家安全教育日2021」在香港舉行的開幕典禮

2021年4月15日是《香港国安法》实施后首个「全民国家安全教育日」，「全民国家安全教育日2021」开幕典礼于当日早上在香港会议展览中心大会堂举行。教育日由香港国安委主办，主题为「国家安全・护我家园——完善选举制度，落实爱国者治港」，旨在提高全港市民国家安全意识，营造维护国家安全的浓厚氛围，以及增强防范和抵御安全风险能力等。港区国安法中订明，香港特区负有维护国家安全的宪制责任，应当履行维护国家安全的职责，以及香港特区应开展国家安全教育，提高香港居民的国家安全意识和守法意识。
2025年4月15日是第十個「全民國家安全教育日」，香港國安委在香港會議展覽中心舉辦「全民國家安全教育日」開幕禮暨主題講座。中共中央港澳辦主任夏寶龍透過視像致辭，斥責美國制裁內地與香港官員、對港加徵關稅等行為。行政長官李家超表示要全面強化國家安全保障，不僅持續優化相關法律體系與執行機制，也深入推動全民範圍內的國家安全教育活動。中聯辦主任鄭雁雄指出忘卻修例風波慘痛教訓危險，維護國安只有進行式無局外人。國安公署署長董經緯表示要反對國安泛化，統一發展和安全，加速邁向由治及興。